# تیموتی کری

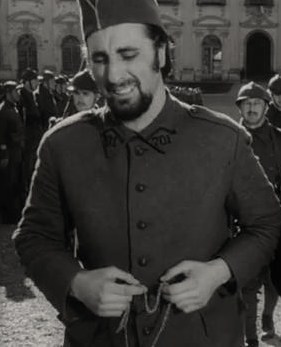

تیموتی آگوگیلا کری (انگلیسی: Timothy Agoglia Carey؛ ۱۱ مارس ۱۹۲۹ – ۱۱ مهٔ ۱۹۹۴) هنرپیشه اهل ایالات متحده آمریکا بود. وی بین سال‌های ۱۹۵۱ تا ۱۹۹۰ میلادی فعالیت می‌کرد.

## گزیده فیلمشناسی
- در پهنه وسیع میسوری (۱۹۵۱)
- وحشی (۱۹۵۳)
- شرق بهشت (۱۹۵۵)
- فرانسیس در نیروی دریایی (۱۹۵۵)
- فردا گریه خواهم کرد (۱۹۵۵)
- کشتن (۱۹۵۶)
- آخرین واگن (۱۹۵۶)
- راه‌های افتخار (۱۹۵۷)
- سربازهای یک‌چشم (۱۹۶۱)
- زمانی برای کشتن (۱۹۶۷)
- سر (۱۹۶۸)
- تغییر عادت (۱۹۶۹)
- پوشاک (۱۹۷۳)
- گودال آب شماره 3 (1967)